# Ring Hilversum
De Ring Hilversum is een ringweg om Hilversum. Het zuidelijke traject van de weg (de Diependaalselaan) loopt gelijk met de N201. Een aantal provinciale wegen dat richting Hilversum gaat, komt uit op deze weg.

## Centrumring
Er bestaat ook een ringweg (in één richting), die om het centrum van Hilversum loopt, de Ring Hilversum-Centrum.
Almelo · Almere · Alkmaar · Alphen aan den Rijn · Apeldoorn · Assen · Barendrecht · Bergen op Zoom · Den Haag · Dordrecht · Eindhoven · Enschede · Groningen · 's-Hertogenbosch · Hilversum · Hoofddorp · Houten · Leeuwarden · Oud-Beijerland · Parkstad Limburg · Sneek · Tilburg · Utrecht · Weert · Zoetermeer · Zwolle

Ringwegen geheel uitgevoerd als autosnelweg: Amsterdam · Rotterdam

Opgeheven: Maastricht